# Per Vilhelm Enström
Per Vilhelm Enström, född  16 mars 1875 i Marieby socken, Jämtland, död där 14 juli 1943, var en svensk bonde och författare.

## Biografi
Enström övertog faderns gård i Marieby, och var sedan verksam som skrivande bonde i hela sitt liv. Vid 20 års ålder började han som journalist på Jämtlands Tidning i Östersund, men efter några år återvände han till gården och blev skribent på frilansbasis. Senare blev han dock under flera år en fast medarbetare i Östersunds-Posten. 
År 1894 debuterade han som författare under signaturen "Pelle Gapatrast" med en vissamling på jämtska, Genom glasöugbågan (Genom glasögonbågarna). 
(Det dialektala "gapatrast" betyder ungefär "gaphals".) Enström blev därmed en av pionjärerna för den skrivna jämtskan.
Han skrev ett femtiotal följetonger i landsortspressen över hela Sverige. De var romantiserade folklivsskildringar som blev mycket populära hos läsarna, till exempel Vackra Stina (1897), Trolldrycken (1903) och Mannen i varghamn (1907).
Efter omfattande lokalhistorisk forskning kom 1928 novellsamlingen Före järnvägen och året efter kom romanen Ett år i Gråbacka. År 1936 publicerades den historiska dokumentärberättelsen Mitt i Sverige, och år 1935 kärleksromanen När ödet leker.
En jämtsk ordlista över Mariebymålet med omkring 6000 ord inlämnades till Jämtlands läns museum år 1941, och Enströms omfattande memoarer förvaras som manuskript på Östersunds bibliotek.